# Grigorij Pjatigorskij
Grigorij Pavlovič Pjatigorskij (rusky: Григо́рий Па́влович Пятиго́рский; 17. dubna 1903, Jekatěrinoslav, Ruské impérium, dnes Ukrajina – 6. srpna 1976, Los Angeles, USA) byl ukrajinský violoncellista židovského původu působící v USA. Patřil mezi nejvýznamnější violoncellisty 20. století.

## Život
Narodil se v hudebnické rodině. Hře na violoncello se věnoval od sedmi let, v osmi letech získal stipendium ke studiu na Moskevské konzervatoři.
V patnácti letech po roztržce s otcem utekl z domova a odešel do Moskvy. Zde ješte téhož roku získal místo prvního violoncellisty moskevského Velkého divadla. Protože mu však nová sovětská vláda neumožnila vycestovat do zahraničí za dalším vzděláním, uprchl za dramatických okolností přes Polsko do Německa, kde krátce studoval v Lipsku a v Berlíně. Se známými německými violoncellisty Hugo Beckerem a Juliem Klengelem hrál v triu. V roce 1924 se seznámil také s dirigentem Wilhelmem Furtwänglerem, který mu nabídl místo v Berlínské filharmonii. Zde na pozici prvního violoncellisty setrval až do roku 1929. Spolupracoval s mnoha nejvýznamnějšími hudebníky té doby jako např. Jascha Heifetz, Nathan Milstein, Arthur Rubinstein, Sergej Rachmaninov, Artur Schnabel, Vladimir Horowitz nebo Bronislaw Poźniak.
V roce 1929 Pjatigorskij poprvé navštívil Spojené státy americké, kde vystupoval s Philadelphským symfonickým orchestrem a Newyorskou filharmonií a vyučoval na několika univerzitách.
Za tohoto pobytu se v lednu 1937 oženil s Jacqueline Rebeccou de Rothschildovou z významné bankéřské rodiny Rothschildů, s níž měl dcery Jephtu (* 1937) a syna Jorama (* 1940).
Grigorij Pavlovič Pjatigorskij zemřel 6. srpna 1976 ve věku 73 let v Los Angeles na rakovinu.

## Dílo

### Spisy
Roku 1965 Pjatigorskij vydal svůj životopis pod názvem Cellist, která se stala jednou z nejslavnějších hudebních autobiografií.

### Skladby
Pjatigorskij příležitostně působil také jako skladatel. Jeho Variations on a Paganini Theme (na Capriccio č. 24) z roku 1946 pro violoncello a orchestr. Orchestraci provedl jeho dlouholetý korepetitor Ralph Berkowitz. Skladba byla později přepsána pro violoncello a klavír. Každá z patnáctví variací rozmarně vyobrazuje jednoho Pjatigorského hudebních kolegů. Jeho žák Denis Brott je později identifikoval: Casals, Hindemith, Garbousovová, Moriniová, Salmond, Szigeti, Menuhin, Milstein, Kreisler a Pjatigorského autoportrét, Cassadó, Elman, Bolognini, Heifetz a Horowitz.